# Кузьмин, Фёдор Кузьмич
Фёдор Кузьмич Кузьмин (февраль 1896, д. Лука, Новгородская губерния — 23 февраля 1955) — советский военачальник, генерал-майор (1940). Необоснованно репрессирован в 1941 году, реабилитирован в 1953 году.

## Биография
Фёдор Кузьмич Кузьмин родился в старорусской деревне Лука. Окончил двухклассное городское училище в 1912 году. С 1914 года работал разнорабочим на Путиловском заводе в Петрограде.
В августе 1915 года был призван в Русскую императорскую армию. Участвовал в Первой мировой войне. За распространение газеты «Окопная правда» среди солдат был арестован и посажен в петроградскую тюрьму «Кресты». После освобождения в октябре 1916 года окончил 1-ю Гатчинскую школу прапорщиков. В том же 1916 году вступил в РСДРП(б).
После Февральской революции был избран солдатами председателем полкового комитета лейб-гвардии Измайловского полка. Также вскоре стал командиром роты этого полка. В Русской императорской армии дослужился до чина поручика.
Участник Октябрьской революции, помогал формировать отряды Красной Гвардии в Петрограде. 25 октября (7 ноября) 1917 года вместе с младшим братом Иваном Фёдор Кузьмич участвовал в штурме Зимнего дворца. Демобилизован из русской армии весной 1918 года. В 1918 году работал председателем Новгородского губернского земельного отдела.
В Красной Армии с сентября 1918 года. Был направлен на политработу в войска: военком группы войск Ижевско-Воткинского направления, военком 2-й сводной дивизии 2-й армии Восточного фронта. Но уже в октябре 1918 года стал командиром 4-го сводного полка той же дивизии. С февраля 1919 года — командир 246-го, а с апреля 1920 г. — 245-го стрелковых полков 28-ю стрелковую дивизию, которая воевала с частями Колчака и Деникина. С августа 1920 года — командир 96-й бригады 32-й стрелковой дивизии. В боях гражданской войны был четырежды ранен. За личную отвагу и храбрость приказом РВСР № 193 в 1922 году награждён орденом Красного Знамени.
В 1921 году направлен учиться в академию. Окончил Военную академию РККА имени М. В. Фрунзе в 1924 году. В 1924 году был назначен помощником командира 80-й территориальной стрелковой дивизии. С октября того же года — помощник начальника оперативного отдела штаба Украинского военного округа. В 1924 году примыкал к троцкистской оппозиции. С сентября 1925 года — помощник командира 12-й стрелковой дивизии имени Сибревкома, с ноября 1925 года по февраль 1926 года — начальник Омской пехотной школы, а с сентября 1926 года — командир этой дивизии. В 1927 году в качестве делегата принимал участие в работе XV съезда ВКП(б).
В 1928 году окончил КУВНАС при Военной академии РККА имени М. В. Фрунзе. С марта 1930 года — преподаватель, затем старший руководитель общевойскового цикла Военно-политической академии имени Н. Г. Толмачева. В апреле 1934 года был направлен на преподавательскую работу в Военную академию РККА имени М. В. Фрунзе: руководитель кафедры общей тактики, с 1937 — старший преподаватель и заместитель начальника кафедры общей тактики, с 1941 — начальник оперативно-тактического цикла академии.
Комбриг (5.12.1935). 4 июня 1940 года в числе первых получил воинское звание генерал-майора.
После начала Великой Отечественной войны осенью 1941 года вместе с академией был эвакуирован в Среднюю Азию. Там в ноябре 1941 года его исключили из ВКП(б) за «высказывание пораженческих настроений». Арестован 29 декабря 1941 года. Обвинялся в том, что после начала Великой Отечественной войны вступил в антисоветскую организацию генерала Н. И. Плюснина, в которой «высказывал предложения склонять командиров РККА к переходу на сторону немцев, способствовать продвижению германской армии вглубь страны и тем самым способствовать поражению Советского Союза».
Находился в тюрьме под следствием более 10 лет. Решением Военной коллегии Верховного Суда СССР от 24 марта 1952 года признан виновным по ст. 58—10, ч.2 и 58—11 УК РСФСР приговорён к 25 годам исправительно-трудовых лагерей.
После смерти И. В. Сталина был освобождён. 27 июля 1953 года реабилитирован, восстановлен в партии, звании и должности. Но его здоровье было сильно подорвано, не помогло и лечение на юге. 23 февраля 1955 года Фёдор Кузьмич Кузьмин скончался. Похоронен с воинскими почестями Военной академией имени М. В. Фрунзе на Введенском кладбище (2 уч.).

## Семья
Супруга — Мария Ивановна. Воевала вместе с мужем в качестве санитарки и пулемётчицы.

## Память
- Именем Фёдора Кузьмина названа улица в Старой Руссе.